# توم فيرغوس
توم فيرغوس (بالإنجليزية: Tom Fergus)‏ هو لاعب هوكي الجليد كندي وأمريكي، ولد في 16 يونيو 1962 في شيكاغو في الولايات المتحدة.

## وصلات خارجية
- توم فيرغوس على موقع دوري الهوكي الوطني (الإنجليزية)
- توم فيرغوس على موقع قاعة مشاهير الهوكي (لاعب أن.إتش.أل) (الإنجليزية)
- توم فيرغوس على موقع EliteProspects.com (الإنجليزية)
- توم فيرغوس على موقع Eurohockey.com (الإنجليزية)
- توم فيرغوس على موقع HockeyDB.com (الإنجليزية)
- توم فيرغوس على موقع Hockey-Reference.com (الإنجليزية)